# حلف المطيبين
حلف المُطَيّبِين هو حلف بين عدد من أفخاذ قبيلة قريش قبل الإسلام لإعانة بني عبد مناف بن قصي في أخذ ما أورثه قصي بن كلاب لبني عبد الدار بن قصي.

## عقد الحلف
أجمع بنو عبد مناف على أن يأخذوا ما جعله قصي بن كلاب لبنى عبد الدار بن قصي ، من الحجابة واللواء والسقاية والرفادة، ورأوا أنهم أولى بذلك منهم لشرفهم عليهم وفضلهم في قومهم وسيد بني عبد مناف آنذاك عبد شمس بن عبد مناف.
فأخرجت بعض نسوة بني عبد مناف جفنة مملوءة طيبا لهم، فوضعوها لأحلافهم في المسجد عند الكعبة، ثم غمس القوم أيديهم فيها، فتعاقدوا وتعاهدوا هم وحلفاؤهم، ثم مسحوا الكعبة بأيديهم توكيدا على أنفسهم، فسموا المطيبين.
وفي المقابل جمعت لهم بنو عبد الدار ومن حالفها في حلف الأحلاف لعقة الدم. وعبأت كل قبيلة، فعبيت بنو عبد مناف لبني سهم، وعبيت بنو أسد لبني عبد الدار، وعبيت زهرة لبني جمح، وعبيت بنو تيم لبني مخزوم، وعبيت بنو الحارث بن فهر لبني عدى بن كعب. ثم قالوا: «لتفن كل قبيلة من أسند إليها». وجمعوا للحرب ثم تداعوا إلى الصلح، على أن يعطوا بنى عبد مناف السقاية والرفادة، وأن تكون الحجابة واللواء والندوة لبني عبد الدار كما كانت. ففعلوا ورضى كل واحد من الفريقين بذلك، وتحاجز الناس الحرب، وثبت كل قوم مع من حالفوا حتى ظهر الإسلام.

## قبائل حلف المطيبين
عقدت حلف المطيبين 5 فصائل من قريش هي:
1. بنو عبد مناف بن قصي (بنو هاشم وبنو المطلب وبنو عبد شمس وبنو نوفل)
2. بنو أسد بن عبد العزى
3. بنو زهرة بن كلاب
4. بنو تيم بن مرة
5. بنو الحارث بن فهر